# 浦和消防署

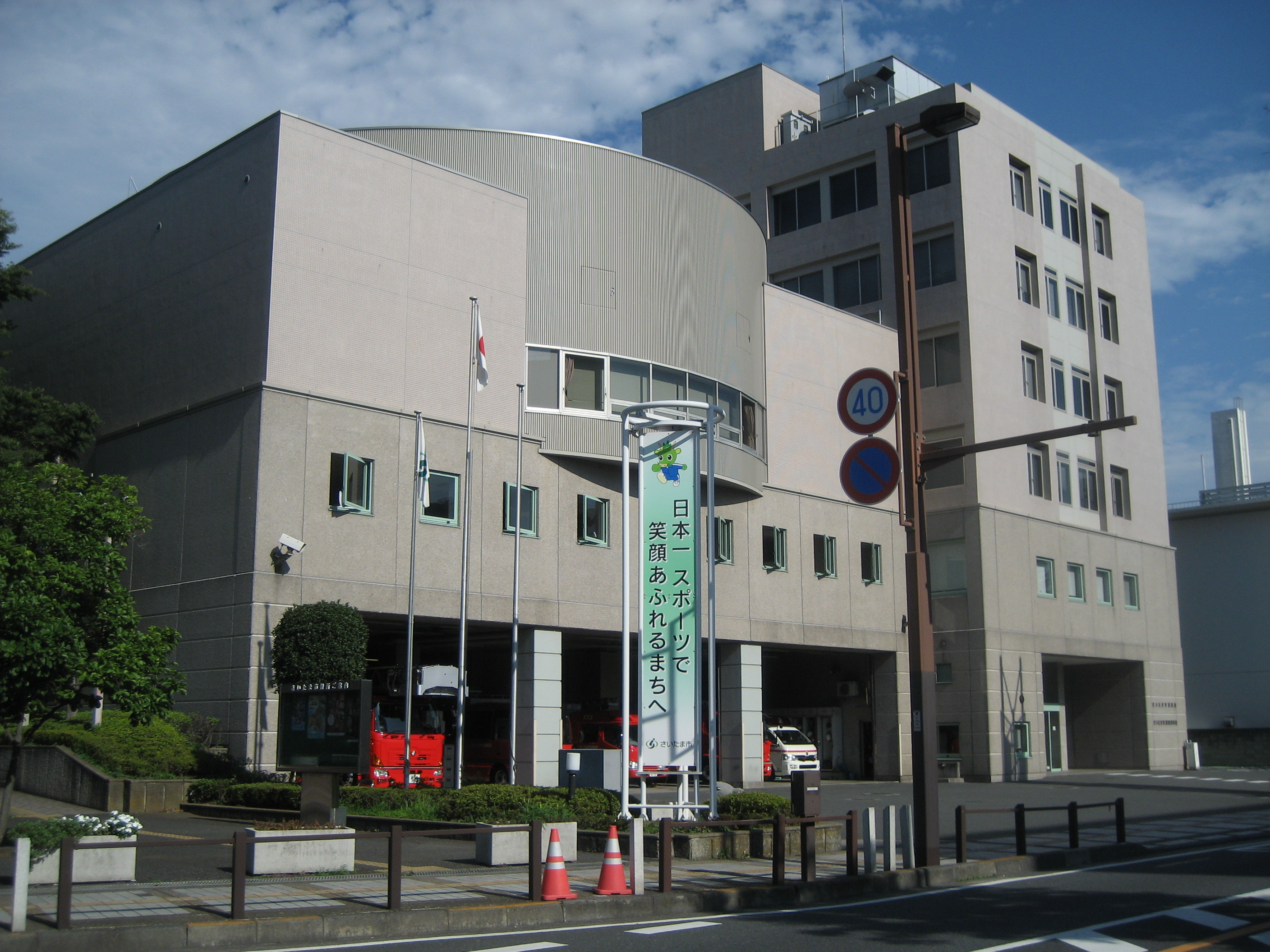
浦和消防署

浦和消防署（うらわしょうぼうしょ）は、埼玉県さいたま市浦和区にあるさいたま市消防局が管轄する消防署である。同じ建物内にさいたま市消防局が置かれている。
本署は浦和区常盤六丁目に位置し、日の出・木崎の2出張所がある。

## 沿革
- 1943年（昭和18年）4月 - 浦和市役所内（仲町の旧庁舎）に常備消防部が設置。
- 1948年（昭和23年）4月 - 浦和市消防本部・浦和市消防署が設置される。
- 1948年（昭和23年）6月 - 本太に浦和消防署本太出張所を設置。
- 1957年4月 - 消防本部・消防署庁舎を新築し移転する（現在地の南側、セントラルガーデンの場所）。
- 1975年（昭和50年）4月 - 本太出張所が東高砂町25-3に移転し、日の出出張所と改称。
- 1976年1月 - 東消防署、西消防署が設置され、当消防署は浦和市中央消防署と改称し、3署体制となる。
- 1976年6月 - 市役所新築のため現在地に庁舎が移転。
- 1990年（平成2年）11月 - 消防本部・中央消防署新庁舎が落成する。
- 2001年（平成13年） - さいたま市発足に伴い、浦和市消防本部はさいたま市消防本部に統合され、浦和市中央消防署からさいたま市浦和中央消防署に改称。
- 2003年（平成15年）4月1日 - さいたま市が政令指定都市に移行したことにより、さいたま市消防局に改称。これに伴いさいたま市浦和消防署に改称。
- 2007年（平成19年）4月 - 日の出出張所を東高砂町から現在地に新築移転。日の出通りに面することから日の出出張所という名称であったが、移転後も継承して日の出出張所となった。
- 2007年（平成19年）5月19日 - 大地震や列車事故、テロなど大規模災害に対応する高度な救助技術を持つ特別高度救助隊「さいたまブレイブハート」を浦和消防署に創設。

## 設置部隊
- 指揮隊
- ポンプ隊
- 救急隊
- はしご隊
- 特別高度救助隊「さいたまブレイブハート」

## 本署・出張所所在地

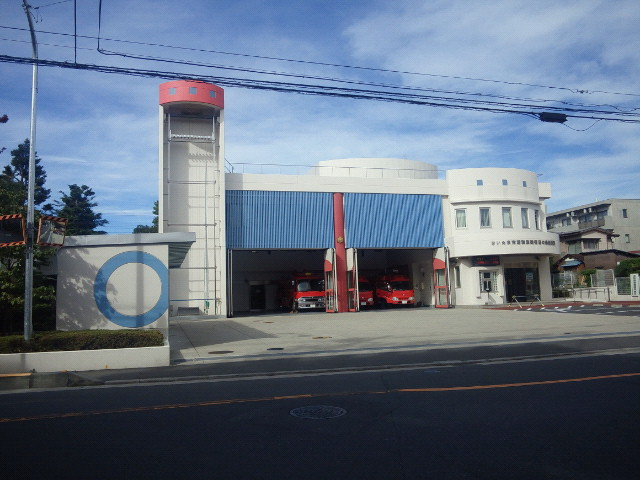
日の出出張所

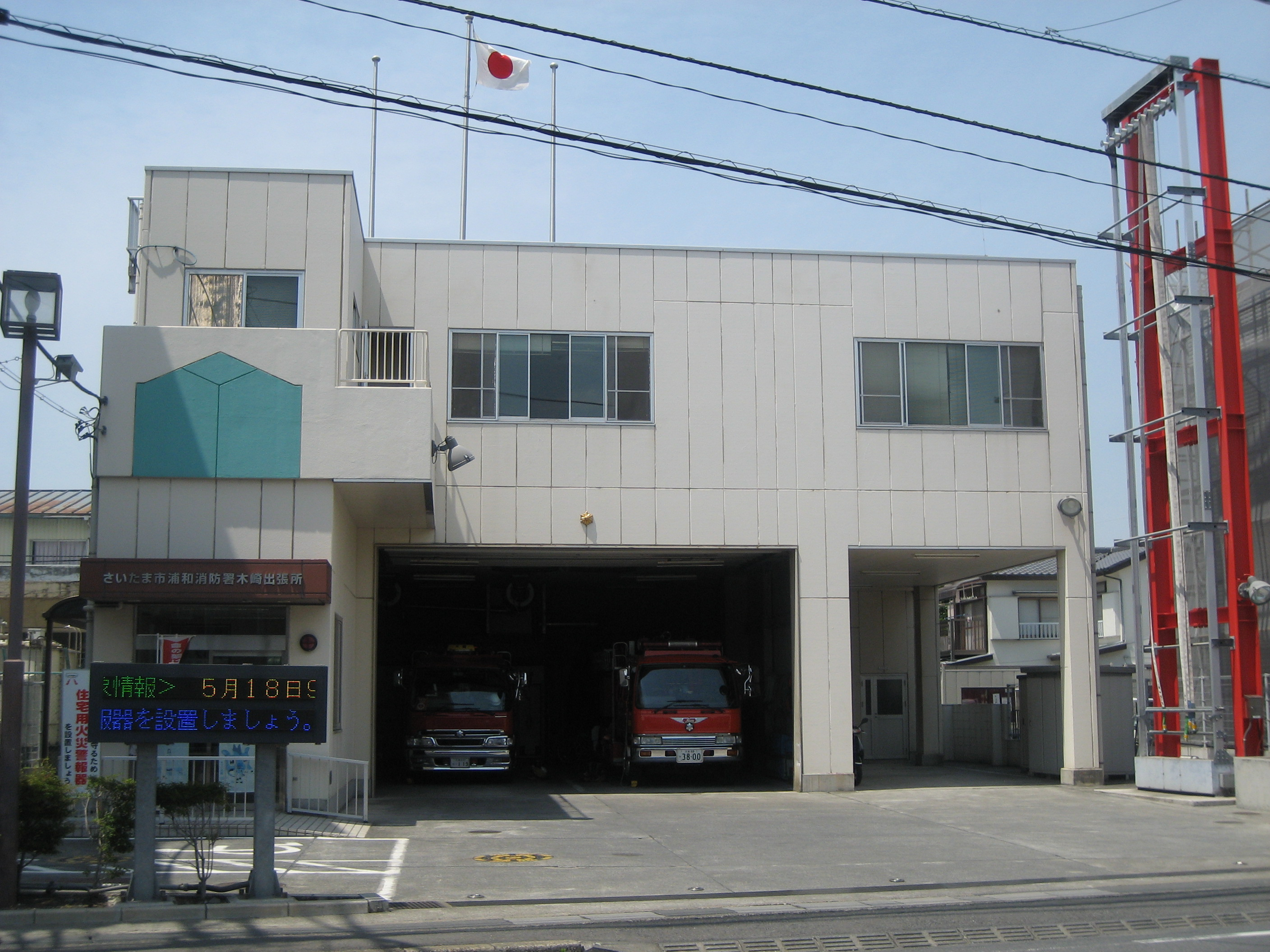
木崎出張所

- 浦和消防署 - 浦和区常盤六丁目1番28号
  - 日の出出張所 浦和区東岸町8番10号
  - 木崎出張所 浦和区領家四丁目21番20号

## 配備車両
- 消防ポンプ車 - 1台
- 水槽付きポンプ車 - 3台
- はしご車 - 1台
- 救助工作車Ⅲ型 - 1台
- 指揮車 - 1台
- 化学車 - 1台
- 資機材搬送車 - 1台
- 高規格救急車 - 3台
- 特別高度工作車 - 1台

## 本署周辺
- さいたま市役所・さいたま市浦和区役所
- さいたま市水道局
- うらわセントラルガーデン - 昭和63年度手づくり郷土賞（小さなふれあい広場）受賞。
- 埼玉県庁
- 埼玉県警察本部
- 埼玉県危機管理防災センター
- 埼玉県浦和警察署
- 埼玉県知事公館
- 浦和地方合同庁舎・自衛隊埼玉地方協力本部
- 国道17号・国道463号重複区間（中山道） - 本署の東側を通る。
- 町谷本太線（市役所通り） - 本署の南側を通る。
- 県道57号さいたま鴻巣線（新六間道路）
- ロイヤルパインズホテル浦和・うらわ美術館
- さいたま商工会議所 総務本部
- さいたま地方裁判所
- さいたま地方検察庁
- NHKさいたま放送局
- テレビ埼玉 本社
- 埼玉りそな銀行 本社
- NTT東日本-関信越 本社・さいたま新常盤ビル
- 埼玉大学教育学部附属小学校
- さいたま市立仲町小学校
- ひなぎく幼稚園
- 東日本旅客鉄道（JR東日本）武蔵野線大宮支線（別所信号場 - 与野駅間） - 主に貨物列車が通り、定期旅客列車では「むさしの号」と「しもうさ号」が通る。